# Gabriel Carvalho
Gabriel Carvalho Teixeira (ur. 17 sierpnia 2007 w Porto Alegre) – brazylijski piłkarz występujący na pozycji ofensywnego pomocnika lub skrzydłowego, od 2024 roku zawodnik Internacionalu.